# Shinzō Kōroki
Shinzō Kōroki (jap. 興梠 慎三, Kōroki Shinzō; * 31. Juli 1986 in Miyazaki, Präfektur Miyazaki) ist ein ehemaliger japanischer Fußballspieler.

## Karriere

### Verein
Kōroki spielte bereits in der Jugend der Kashima Antlers, ehe er 2005 in den Profikader des Klubs aufrückte. In seinem ersten Jahr in der J. League kam der Angreifer auf acht Einsätze. Seinen Durchbruch schaffte er aber erst 2007, als er regelmäßig zum Einsatz kam. Im gleichen Jahr konnte er mit den Antlers die Liga und den Kaiserpokal gewinnen. Anfang 2013 wechselte er zu den Urawa Red Diamonds. Dort ist er zum Fußballer mit den meisten JLeague-Toren (Stand Juli 2019: 93 Tore) für Urawa geworden und ist sogar an „Mr. Urawa“ Masahiro Fukuda vorbeigezogen. Am 1. Februar 2022 wechselte er auf Leihbasis nach Sapporo zum Ligakonkurrenten Hokkaido Consadole Sapporo. Für den Erstligisten bestritt er 21 Ligaspiele. Nach der Ausleihe kehrte er im Januar 2023 zu den Urawa Reds zurück. Nach der Saison 2024 beendete er seine Karriere als Fußballspieler.

### Nationalmannschaft
Kōroki ist mehrfacher Nationalspieler Japans.

## Erfolge
Urawa Red Diamonds
- Japanischer Ligapokalsieger: 2016
- AFC Champions League: 2017
- Japanischer Pokalsieger: 2018, 2021

Kashima Antlers
- Japanischer Meister: 2007, 2008, 2009
- Japanischer Pokalsieger: 2007, 2010
- Japanischer Supercup-Sieger: 2009, 2010
- Copa Suruga Bank: 2012